# The Bewlay Brothers
The Bewlay Brothers ist ein Song von David Bowie aus dem Jahr 1971, der auf dem Album Hunky Dory erschienen ist und den Abschluss des Albums bildet.
In den späten 1970er Jahren benannte Bowie seinen Verlag in Anlehnung an den Song, Bewlay Bros. und benutzte diesen Namen zudem als Multi-Pseudonym für sich selbst, Iggy Pop, Eduard Meyer und Colin Thurston als Hersteller von Pops Album Lust for Life im Jahre 1977. Live spielte Bowie The Bewlay Brothers erstmals im Jahr 2002 (BBC Radio 2).

## Liedtext und Rezeption
Das Album Hunky Dory ist geprägt von Ehrerweisungen an Künstler, die Bowie deshalb würdigt, weil sie sein Werk nachhaltig beeinflusst haben, so Andy Warhol, Bob Dylan und The Velvet Underground (Queen Bitch) oder weil sie schlicht bedeutsam für ihn sind, so sein Sohn Duncan in Kooks. Im Gegensatz zu diesen Titeln gilt die 5:27-minütige Ballade The Bewlay Brothers als textlich zwar stark verdichtetes, aber auch undurchschaubares Stück in Bowies Schaffen.
Als Bowie selbst befragt wurde, soll er gegenüber seinem Produzenten Ken Scott erwähnt haben, dass er das Stück gezielt für den US-amerikanischen Markt produziert habe und verleugnet dabei nicht den durchaus ironischen Hintergrund. Die Amerikaner pflegten demnach einen Hang dazu, in alle Dinge irgendetwas hineinlesen zu wollen („the Americans always like to read things into things“), selbst wenn die Titeltexte gar keinen Sinn ergäben. Als Bowie im Jahr 2008 nochmals angeregt wurde, über den Song zu reflektieren – er hatte ihn gerade auf eine Kompilation seiner Lieblingssongs (iSelect) übernommen – betonte er, er wisse nach wie vor nicht, wie der Song zu interpretieren sei. Er bot eine Auslegungshilfe dahingehend an, man möge sich vorstellen, dass im Song verschiedene Geister versteckt seien, und entblättert werden könnten, ähnlich einer mehrfach beschriebenen, abgeschabten, antiken Manuskriptseite, einem Palimpsest.
Es konnte nicht ausbleiben, dass Interpretationsversuche zum Text vorgenommen wurden. Einige Kommentatoren erkennen Anspielungen auf den Halbbruder Bowies, Terry, der an Schizophrenie litt. Tom-Robinson-Band-Begründer Robinson unterstellte gar Ausflüge in ein homosexuelles Taktik- und Kampfprogramm, eine Gay agenda.
Mittels audiotechnischer Verzerrung und Tonhöhenänderung präsentiert sich Bowies Stimme in der Coda des Songs in Micky-Maus-Manier. Carr und Murray (Kritiker beim New Musical Express) befinden, dass Parallelen zu einem früheren Bowie-Song erkennbar seien, zu The Laughing Gnome aus dem Jahr 1967. Allerdings präsentiere sich The Bewlay Brothers in erheblich finsterer Gestalt.

## Personelle Besetzung
- David Bowie – Gesang, Gitarre, Saxophon, Klavier
- Mick Ronson – Gitarre
- Rick Wakeman – Klavier
- Trevor Bolder – E-Bass
- Mick Woodmansey – Schlagzeug

## Weitere Veröffentlichungen
- Eine alternative Einspielung gibt es als Bonustrack auf der bei Rykodisc veröffentlichten CD-Version von Hunky Dory, 1990.
- Der Song wurde 2008 in die Kompilation iSelect eingespielt, die nur Lieblingssongs von David Bowie enthält.[10]

## Coverversionen
- John Howard auf seinem 2007 erschienenen Album Kid in a Big World .
- Das auf Coverversionen spezialisierte Musikprojekt Replicants brachte den Song 1995 auf seinem Album Replicants heraus.
- Der texanische Musiker Rhett Miller hat den Song in sein Album The Interpreter einbezogen.